# كلاركستاون (نيويورك)
كلاركستاون (بالإنجليزية: Clarkstown, New York)‏ هي منطقة سكنية تقع في الولايات المتحدة في مقاطعة روكلاند، نيويورك. يقدر عدد سكانها بـ 84,187 نسمة ومساحتها 121.6 كم2 وترتفع عن سطح البحر 32 متر.

## أعلام
- ويليام رايت
- جون جي وود